# 171465 Evamaria
171465 Evamaria este o planetă minoră (asteroid) din centura de asteroizi. A fost descoperită pe 24 septembrie 1960 la Observatorul Palomar de Cornelis Johannes van Houten. 
Obiectul prezintă o orbită caracterizată de o semiaxă mare de 3,901044393304 UAi, o excentricitate de 0,22, o înclinație de 11 ° în raport cu ecliptica.